# Абонкур сир Сеј
Абонкур сир Сеј (фр. Aboncourt-sur-Seille) насеље је и општина у североисточној Француској у региону Лорена, у департману Мозел која припада префектури Шато Сален.
По подацима из 2011. године у општини је живело 72 становника, а густина насељености је износила 19,83 становника/km². Општина се простире на површини од 3,63 km². Налази се на средњој надморској висини од 312 метара (максималној 290 m, а минималној 195 m).

## Демографија
| 1962. | 1968. | 1975. | 1982. | 1990. | 1999. | 2011. |
| ----- | ----- | ----- | ----- | ----- | ----- | ----- |
| 61    | 53    | 54    | 66    | 55    | 64    | 72    |

График промене броја становника у току последњих година